# Pequena Tricidade da Cassúbia
Pequena Tricidade da Cassúbia (em polonês/polaco: Małe Trójmiasto Kaszubskie; em cassúbio: Môłi Kaszëbsczi Trójgard) é o complexo de três cidades no condado de Wejherowo, noroeste da Tricidade, voivodia da Pomerânia, Polônia. Formado pelas cidades de: Wejherowo, Reda e Rumia, o complexo de cidades está associado à existência da Associação dos Municípios "Pequena Tricidade da Cassúbia", fundada pelas autoridades dessas cidades em 2001.
A união é liderada pela maior cidade – Wejherowo.

## População
Número de habitantes em 30 junho 2016
| Brasão | Cidade    | Área (km²) | População (2016) |
|        | Wejherowo | 25,65      | 49 927           |
|        | Rumia     | 30,09      | 47 304           |
|        | Reda      | 34,96      | 22 479           |
|        | Total     | 90,70      | 120 158          |